# HD217831
HD217831 — хімічно пекулярна зоря спектрального класу F2, що має видиму зоряну величину в смузі V приблизно  5,5.
Вона  розташована на відстані близько 180,4 світлових років від Сонця.